# Ferrari 125
Ferrari 125 je vůz Formule 1 z počátku 50. let 20. století.
Model 125 z roku 1948 je prvním čistokrevným monopostem Formule 1 značky Ferrari. Automobil byl vybaven přeplňovaným 1,5 litrovým, dvanáctiválcovým vidlicovým motorem s úhlem rozevření 60°. Palivový systém byl obsluhován třícestným karburatorem Weber 40DOC3 (r.1948) a Weber 50WCF (r.1949). Kompresní poměr byl 6,5:1. Převodovka byla pětistupňová nesynchronizovaná. Všechna kola byla vybavena bubnovými brzdami. Vůz vážil sedm set kilogramů a při sedmi tisících otáčkách za minutu měl výkon 172 kW, s omezenou možností dosáhnout až 10000 otáček. V roce 1949 Lampredi vybavil motor dvojitým kompresorem a zvýšil výkon na 209 kW. Lampredi také inovoval převodovku, která byla montována společně s diferenciálem a měla jen 4 rychlosti. Ferrari 125 je jediným vozem, v historii této značky, který použil 12 válcový motor vybavený objemovým kompresorem.
Z celkového pohledu nebyl tento motor schopen plně využít svoji sílu a většinově se mu nedařilo konkurovat vozům Alfa Romeo 158 a Maserati 4CLT.
Svůj debut v kategorii formule 1 si odbyl 5. září 1948 na okruhu Valentino v blízkosti Turína. Ze třech vozů přihlášených do závodu, se do cíle dostal pouze vůz řízený Raymondem Sommerem, který dojel na třetím místě (Princ Bira a Nino Farina ze závodu odstoupili). První zkušenosti však tento vůz sbíral o rok dříve ve formuli 2, když s ním startoval Franco Cortese a legendární Tazio Nuvolari. Prvního vítězství se vůz dočkal již v roce 1948, Raymond Sommer zvítězil v závodě formule 2 na okruhu nedaleko Florencie. V kategorii vozů Formule 1 zvítězil o měsíc později, to ho ovšem pilotoval Giuseppe Farina na okruhu Garda.
V mistrovství světa se objevil v několika barevných variantách. Italové Alberto Ascari, Luigi Villoresi a Giovanni Bracco používali tradiční italskou rudou barvu, Francouz Raymond Sommer jezdil v modré variantě a Angličan Peter Whitehead v typické British Green Racing.

## Technické údaje
- Motor: Ferrari
  - Vidlicový
  - 12 válců
  - Objem: 1496,76 cc
  - Výkon: 230 kW
  - Otáčky: 7 000 min
- Hmotnost: 700 kg
- Pneumatiky: Dunlop, Pirelli

## Piloti
- Alberto Ascari - 5 místo 1950 (11 bodů)
- Giovanni Bracco - bez bodů 1950
- Raymond Sommer - 13 místo 1950 (3 body)
- Luigi Villoresi - bez bodů 1950
- Peter Whitehead - 9 místo 1950 (4 body)

## Výsledky vozu Ferrari 125
| Legenda k tabulce | Legenda k tabulce                                                                       |
| Barva             | Výsledek                                                                                |
| ----------------- | --------------------------------------------------------------------------------------- |
| Zlatá             | Vítěz                                                                                   |
| Stříbrná          | 2. místo                                                                                |
| Bronzová          | 3. místo                                                                                |
| Zelená            | Bodované umístění                                                                       |
| Modrá             | Nebodované umístění                                                                     |
| Modrá             | Dokončil neklasifikován (NC)                                                            |
| Fialová           | Odstoupil (Ret)                                                                         |
| Červená           | Nekvalifikoval se (DNQ)                                                                 |
| Červená           | Nepředkvalifikoval se (DNPQ)                                                            |
| Černá             | Diskvalifikován (DSQ)                                                                   |
| Bílá              | Nestartoval (DNS)                                                                       |
| Bílá              | Závod zrušen (C)                                                                        |
| Světle modrá      | Pouze trénoval (PO)                                                                     |
| Světle modrá      | Páteční testovací jezdec (TD)                                                           |
| Bez barvy         | Netrénoval (DNP)                                                                        |
| Bez barvy         | Vyřazen (EX)                                                                            |
| Bez barvy         | Nepřijel (DNA)                                                                          |
| Bez barvy         | Odvolal účast (WD)                                                                      |
| Bez barvy         | Nezúčastnil se (prázdné)                                                                |
| Označení          | Význam                                                                                  |
| Tučnost           | Pole position                                                                           |
| Kurzíva           | Nejrychlejší kolo                                                                       |
| †                 | Jezdec nedojel do cíle, ale byl klasifikován, protože odjel více než 90 % délky závodu. |
| ‡                 | Byl udělován poloviční počet bodů, protože bylo odjeto méně než 75 % délky závodu.      |
| Horní index       | Umístění bodujících jezdců ve sprintu                                                   |

| Rok  | Šasi        | Motor                | Pneu | Jezdci          | 1   | 2   | 3   | 4   | 5   | 6   | 7   | 8   | Body | Umístění |
| ---- | ----------- | -------------------- | ---- | --------------- | --- | --- | --- | --- | --- | --- | --- | --- | ---- | -------- |
| 1950 | Ferrari 125 | Ferrari 125 1.5 V12C | P    |                 | GBR | MON | 500 | CH  | BEL | FRA | ITA |     | 13   | -        |
| 1950 | Ferrari 125 | Ferrari 125 1.5 V12C | P    | Luigi Villoresi |     | Ret |     | Ret | 6   |     |     |     | 13   | -        |
| 1950 | Ferrari 125 | Ferrari 125 1.5 V12C | P    | Alberto Ascari  |     | 2   |     | Ret |     |     |     |     | 13   | -        |
| 1950 | Ferrari 125 | Ferrari 125 1.5 V12C | P    | Raymond Sommer  |     | 4   |     |     |     |     |     |     | 13   | -        |
| 1950 | Ferrari 125 | Ferrari 125 1.5 V12C | P    | Giovanni Bracco |     |     |     |     |     |     | DNS |     | 13   | -        |
| 1950 | Ferrari 125 | Ferrari 125 1.5 V12C | D    | Peter Whitehead |     | DNS |     | DNS |     | 3   | 7   |     | 13   | -        |
| 1951 | Ferrari 125 | Ferrari 125 1.5 V12C | D    |                 | CH  | 500 | BEL | FRA | GBR | GER | ITA | ESP | 0    | 0        |
| 1951 | Ferrari 125 | Ferrari 125 1.5 V12C | D    | Peter Whitehead | Ret |     |     | Ret |     |     | Ret |     | 0    | 0        |
| 1952 | Ferrari 125 | Ferrari 125 1.5 V12C | D    |                 | CH  | 500 | BEL | FRA | GBR | GER | NL  | ITA | 0    | 0        |
| 1952 | Ferrari 125 | Ferrari 125 1.5 V12C | D    | Peter Whitehead |     |     |     |     | 10  |     |     | DNQ | 0    | 0        |

| Datum        | Závod                           | Jezdec          | Kategorie     | Výsledky |
| ------------ | ------------------------------- | --------------- | ------------- | -------- |
|              | 1948                            |                 |               |          |
| 26. září     | III Circuito di Firenze         | Raymond Sommer  | Formule 2     | Výsledky |
| 24. říjen    | VIII Circuito del Garda         | Giuseppe Farina | Grand Prix    | Výsledky |
|              | 1949                            |                 |               |          |
| 13. únor     | III Copa Acción de San Lorenzo  | Giuseppe Farina | Formula Libre | Výsledky |
| 3. července  | Grand Prix Švýcarska            | Alberto Ascari  | Grand Prix    | Výsledky |
| 31. července | Grand Prix Zandvoort            | Luigi Villoresi | Grand Prix    | Výsledky |
| 20. srpna    | I B.R.D.C. International Trophy | Alberto Ascari  | Grand Prix    | Výsledky |
| 21. září     | Grand Prix Itálie               | Alberto Ascari  | Grand Prix    | Výsledky |
| 21. září     | Grand Prix Československa       | Peter Whitehead | Grand Prix    | Výsledky |
|              | 1950                            |                 |               |          |
| 13. červenec | Jersey Road Race                | Peter Whitehead | Formule 1     | Výsledky |
| 12. srpen    | Ulster Trophy                   | Peter Whitehead | Formule 1     | Výsledky |
| 24. září     | Boa Vista                       | Chico Landi     | Formula Libre | Výsledky |
| 1. říjen     | Pohár Interlagos                | Chico Landi     | Formula Libre | Výsledky |
|              | 1951                            |                 |               |          |
| 13. květen   | Grande Prêmio de São Paulo      | Chico Landi     | Formula Libre | Výsledky |
| 12. srpen    | III Preis der Ostschweiz-Erlen  | Peter Whitehead | Formule 2     | Výsledky |